# Dictyna paramajor
Dictyna paramajor là một loài nhện trong họ Dictynidae.
Loài này thuộc chi Dictyna. Dictyna paramajor được miêu tả năm 2000 bởi Danilov.